# De partenspeler
Tom Poes en de partenspeler of kortweg De partenspeler is het 47ste verhaal uit de Bommelsaga, geschreven en getekend door Marten Toonder. Het verhaal verscheen voor het eerst op 18 januari 1952 en liep tot 12 april van dat jaar. Het thema is testament en voogdij.

## Samenvatting
Dit is één van de verhalen waarin het draait om een plots opduikende erfgenaam die het op de erfenis van heer Bommel voorzien heeft en hem dus tracht te vermoorden. Dit keer heet de boef Plooike Partenspeler. Ofwel heer Bommel zelf ofwel de politie wil het niet inzien en ze geloven Tom Poes niet, die bij iedere aanslag heer Bommel weet te redden. In dit geval wordt Tom Poes zelfs onder voogdij geplaatst, wegens minderjarigheid, terwijl hij allang auto rijdt. Dat maakt het moeilijk voor Tom Poes. Zijn voogd is nota bene Bul Super, die wordt gesteund door dokter Zielknijper. Zelfs bij de dokter duurt het lang voor het uiteindelijk doordringt. Tom Poes dreigt de cel in te gaan, maar heer Bommel komt binnen en ontmaskerd Partenspeler.